# Pewniak
Pewniak – pierwszy oficjalny album poznańskiego rapera Palucha. Został wydany 11 kwietnia, 2009 roku nakładem wytwórni Fonografika. Gościnnie pojawiają się Peja, Kajman, Kaczor, Onar czy Północny Toruń Projekt i wielu innych.
W 2014 roku nakładem oficyny B.O.R. Records ukazało się wznowienie nagrań.

## Lista utworów
Opracowano na podstawie źródła.
1. Pewniak
2. Na ulicach
3. Do ziomka
4. Ile jesteś wart? (gościnnie: Onar)
5. Bomba piona zdrowie
6. Gdzie jesteś? (gościnnie: Kajman)
7. S.E.X. (sex edukacja xtasy)
8. Się zmieniło
9. Młody krzyk ulicy (gościnnie: P.T.P.)
10. Wypite (gościnnie: Sheller, Waber)
11. Jeden z tych (gościnnie: Kaczor)
12. Skutek
13. Tu i teraz (gościnnie: Peja)
14. Do wszystkich bliskich
15. Reprezentuje (gościnnie: Mrokas)
16. Dla pijaków